# Nikandros (Sparta)
Nikandros (altgriechisch Νίκανδρος Níkandros = siegreicher Mann) war ein König des antiken Sparta aus dem Haus der Eurypontiden. 

## Überlieferung
Nikandros war der Sohn des spartanischen Königs Charillos und bestieg nach diesem den Thron. Er war der Vater seines Nachfolgers Theopompos. Diodor, der Apollodor als Grundlage verwendete, ordnet ihm 38 Regierungsjahre zu. Nach Sosibios regierte er 39 Jahre und während seines 34. Regierungsjahres sollen die ersten Olympischen Spiele stattgefunden haben, die üblicherweise in das Jahr 776 v. Chr. datiert werden. Nach Diodor war dies jedoch das zehnte Regierungsjahr des Theopompos und des Agiaden Alkamenes, dem Sohn des Teleklos.
Zu seiner Regierungszeit soll Teleklos im Tempel der Artemis Limnas von Messeniern getötet worden sein. Nikandros führte die Spartaner gegen Argos und verwüstete zusammen mit den Asinern die Argolis. Als Nikandros wieder abgezogen war, zerstörten die Argiver Asine und vertrieben die Einwohner. Während seiner Regierung soll nach Pausanias auch der Erste Messenische Krieg stattgefunden haben, in dem sein Sohn Theopompos und Polydoros, der spartanische König aus dem Haus der Agiaden und Sohn des Alkamenes, gekämpft haben sollen. An einer anderen Stelle sagt Pausanias jedoch, dass die beiden Könige Theopompos und Alkamenes zusammen gegen Messenien zogen.
Victor Ehrenberg bezweifelte, dass Nikandros während der ersten Olympiade und zur Zeit des Teleklos regierte und verlegte ihn in die Mitte des 8. Jahrhunderts v. Chr.

## Zitate von Nikandros
- Als Nikandros hörte, dass die Argiver schlecht über ihn redeten, sagte er, dass es deren Strafe wäre, dass sie schlecht über Gute reden.
- Auf die Frage, warum die Spartaner Bart tragen, antwortete er, dass dies der schönste und preiswerteste Schmuck sei.
- Ein Spartaner bezichtigte die Spartaner der Faulheit. Nikandros bestätigte dies und sagte, dass sie aber auch keine unsinnigen Dinge tun würden.[9]